# Cavité souterraine de la Poinsonnière (Vieil Baugé)
Cavité souterraine de la Poinsonnière (Vieil Baugé) este o arie protejată (sit de importanță comunitară — SCI) din Franța întinsă pe o suprafață de 4 ha, integral pe uscat.

## Localizare
Centrul sitului Cavité souterraine de la Poinsonnière (Vieil Baugé) este situat la coordonatele 47°32′05″N 0°06′26″W / 47.53472°N 0.10722°V.

## Înființare
Situl Cavité souterraine de la Poinsonnière (Vieil Baugé) a fost declarat arie specială de conservare în baza directivei 92/43 din 1992 referitoare la conservarea habitatelor naturale și a faunei și florei sălbatice pentru a proteja 7 specii de animale.

## Biodiversitate
Situată în ecoregiunea atlantică, aria protejată conține 1 habitat natural: Peșteri inaccesibile publicului.
La baza desemnării sitului se află mai multe specii protejate de mamifere (7): liliacul mediteranean cu potcoavă (Rhinolophus euryale), liliac cârn (Barbastella barbastellus), liliacul mare cu potcoavă (Rhinolophus ferrumequinum), liliac cu urechi mari (Myotis bechsteinii), liliacul mic cu potcoavă (Rhinolophus hipposideros), liliac comun (Myotis myotis), liliac cărămiziu (Myotis emarginatus)
Pe lângă speciile protejate, pe teritoriul sitului au mai fost identificate 7 specii de mamifere.